# Verband der Journalisten der DDR

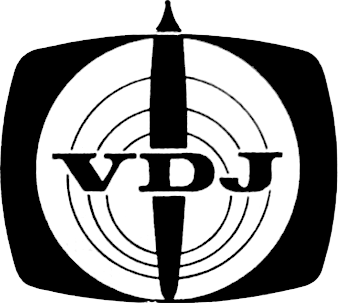
Emblem des Verbandes

Der Verband der Journalisten der DDR (VdJ) war eine Organisation für Journalisten, die zunächst unter dem Dach des FDGB der Gewerkschaft Kunst und Schrifttum (und freie Berufe) als berufliche Interessenvertretung und nach Loslösung vom FDGB in den frühen 1950er Jahren ausschließlich als Berufsorganisation der Journalisten in der Deutschen Demokratischen Republik fungierte.
Mit der Loslösung des Verbandes von der Gewerkschaft entwickelte er sich zunehmend zu einem Erziehungs- und Lenkungsorgan der DDR-Staatsführung. Der Verband, in dem etwa 90 % aller DDR-Journalisten organisiert war, hatte circa 8.500 Mitglieder. Etwa 85 % von ihnen waren Mitglieder der SED.
Er gehörte der Nationalen Front der DDR an und war Mitglied der Internationalen Organisation der Journalisten (IOJ) und der Liga für die Vereinten Nationen in der DDR.
Langjähriger Vorsitzender des Verbandes war Harri Czepuck, auch stellvertretender Vorsitzender der IOJ. Sein Nachfolger wurde 1981 Eberhard Heinrich. Er wurde Ende Januar 1990 von dem Rundfunkjournalisten Gerd Kurze abgelöst, der den Verband bis zur Auflösung im September 1990 leitete.

## Geschichte
Eine berufsständische Vertretung für Journalisten gab es bereits in der Weimarer Republik: den Reichsverband der Deutschen Presse (RDP), dem Persönlichkeiten wie Georg Bernhard (Chefredakteur der Vossischen Zeitung) vorstanden, bevor der RDP von den Nazis ab 1933 in Deutschland und ab 1938 auch in Österreich gleichgeschaltet wurde (siehe auch Schriftleitergesetz).
Der Verband der Journalisten der DDR ging aus dem Nachkriegs-Verband der Deutschen Presse (VDP) hervor, der am 10. Oktober 1945 vom Alliierten Kontrollrat genehmigt wurde. Die antifaschistische und prosowjetische Ausrichtung des VDP lässt sich daran erkennen, dass der VDP in der Sowjetischen Besatzungszone auch die Auswahl deutscher Bewerber für das Sowjetische Nachrichtenbüro (SNB) übernahm.
Der Verband trug folgende Bezeichnungen:
- 10. Oktober 1945 als Verband der Deutschen Presse (VDP) zugelassen;
- 30. Mai 1959 in Verband Deutscher Journalisten (VDJ) umbenannt;
- 1972 in Verband der Journalisten der DDR (VdJ) umbenannt.

## Aufgaben
Der VDJ/VdJ hatte im Sinne des sozialistischen Journalismus die politisch-ideologische und fachliche Bildung seiner Mitglieder zu fördern und deren Interessen zu vertreten. Sie war nicht unabhängig im westlichen Sinne, sondern ein integraler Bestandteil des staatlichen Kontrollapparats der DDR, der maßgeblich zur Aufrechterhaltung der Zensur (Lenkung und Kontrolle) beitrug.
Er betreute die Ausbildung von Journalisten, die einzig an der Sektion Journalistik der Karl-Marx-Universität in Leipzig möglich war, und trug die Verantwortung für die Weiterbildung des journalistischen Nachwuchses an der verbandseigenen Fachschule für Journalistik in Leipzig. Er war Vermittlungsinstanz bei der Durchsetzung der medienrelevanten Parteitagsbeschlüsse der SED, staatlichen Gesetze und Verordnungen und nahm Einfluss auf das Auswahlverfahren für Reisen in das nichtsozialische Ausland.
Zugleich betrieb der Verband zahlreiche außenpolitische Aktivitäten und unterhielt Beziehungen zu Organisationen und Journalisten in Europa, Nord-, Mittel- und Südamerika sowie in Afrika und Asien. Ihm oblag des Weiteren die Betreuung ausländischer Journalisten in der DDR.
Der VDJ/VdJ war Organisator oder Mitorganisator aktueller Aktivitäten, z. B. am 24. März 1953 der Arbeitstagung der Filmkritiker und Redakteure der DDR im Haus der Presse in Berlin. Hauptreferat: Sepp Schwab, „Die Filmkritik in unserer Presse und Maßnahmen zu ihrer Verbesserung“. Veranstalter: Staatliches Komitee für Filmwesen und Verband der Deutschen Presse.

## Organisation
Höchstes Organ war der Kongress des VDJ/VdJ auf dem der Vorsitzende und die Mitglieder des Zentralvorstandes gewählt wurden.
Der Verband hielt Mitgliederversammlungen ab (z. B. die I. Mitgliederversammlung des VDP am 7. April 1946 im Ratskeller des Schöneberger Rathauses) sowie Delegiertenkonferenzen (z. B. die VI. Zentrale Delegiertenkonferenz des Verbandes der Deutschen Presse in Berlin, die die Änderung des Namens in Verband der Deutschen Journalisten und die Wahl von Georg Krausz zum Vorsitzenden beschloss).
Der VDJ /VdJ gab die Verbandszeitschrift „Neue Deutsche Presse“ heraus und war Herausgeber von weiteren Zeitschriften, Büchern und Streitschriften, z. B.:
- Handbuch der demokratischen Presse. Hrsg.v. Verband der Deutschen Presse. Berlin, Verlag Die Wirtschaft, 1955.[6]
- Pressefreiheit in Westdeutschland – Phrase und Wirklichkeit. Eine Dokumentation.
- Wolff, Wilhelm (1809–1864): Das Elend und der Aufruhr in Schlesien (Juni 1844); Die Kasematten (November 1843); Auch eine Milliarde (März 1849) / die Originalarbeiten von Wilhelm Wolff; mit einer Einleitung von Karl Bittel, Berlin: Verband der Deutschen Presse, 1952, Otsuka**W*304**(128099216);
- Journalistisches Handbuch der DDR, VDJ Leipzig 1960.

Als höchste Auszeichnung des Verbandes wurde ab 1956 jährlich die Franz-Mehring-Ehrennadel verliehen. Weitere Auszeichnungen waren der Journalistenpreis des VDJ/VdJ, der „Johannes R. Becher-Ehrenpreis“ und die „Goldene Feder“.

## Vorsitzende des Verbandes
| Zeitraum  | Name                    |
| --------- | ----------------------- |
| 1945–1947 | Paul Ufermann           |
| 1947–1951 | Fritz Apelt             |
| 1951–1953 | Karl Bittel             |
| 1953–1957 | Rudi Wetzel             |
| 1957      | Deba Wieland, amtierend |
| 1957–1967 | Georg Krausz            |
| 1967–1981 | Harri Czepuck           |
| 1981–1990 | Eberhard Heinrich       |
| 1990      | Gerd Kurze              |

Mitglieder waren Journalisten der DDR, darunter
- Walter Franze, 1. Vorsitzender des VDP Berlin
- Emil Dittmer (1873–1960)
- Maximilian Pflücke
- Rudolf Röhrer, Chefredakteur der Leipziger Volkszeitung

## Eigene Veröffentlichung
- Autorenkollektiv: Handbuch für Betriebszeitungs-Redakteure. Herausgeber: Verband der Deutschen Journalisten, 272 Seiten, Berlin 1962, Ag. 633/62